# 卡潘盖姆
卡潘盖姆（法語：Capinghem，法語發音：[kapɛ̃ɡɛm]）是法国上法蘭西大區北部省的一个市镇，位于该省中部偏西北，属于里尔区和里尔欧洲都会区。

## 地理
卡潘盖姆（50°38'40"N, 2°57'43"E）面积1.86 平方千米，位于法国上法蘭西大區北部省，该省份为法国最北部的省份及最长的省份，西北濒北海，西接加来海峡省，南至埃纳省和索姆省，东与比利时接壤。
与卡潘盖姆接壤的市镇（或旧市镇、城区）包括：佩朗希、韦普地区埃讷蒂耶尔、里尔、普雷梅克。
卡潘盖姆的时区为UTC+01:00、UTC+02:00（夏令时）。

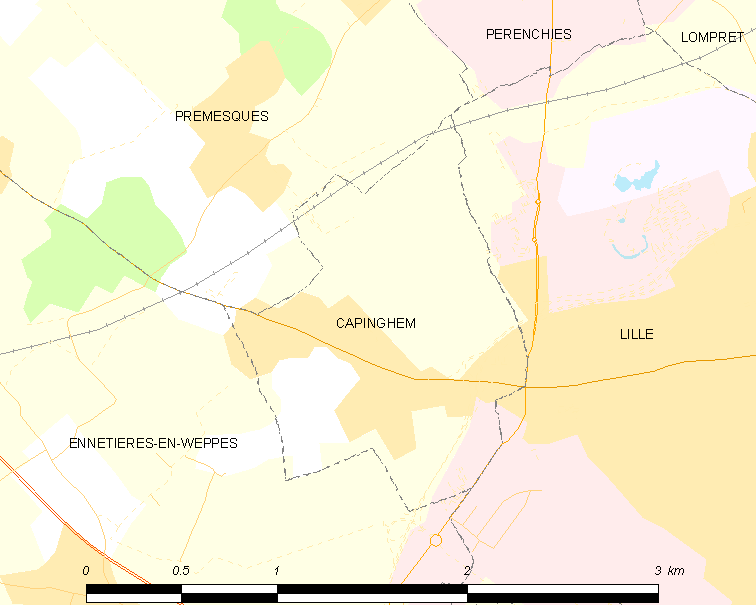
卡潘盖姆的OSM定位图

## 行政
卡潘盖姆的邮政编码为59160，INSEE市镇编码为59128。

## 政治
卡潘盖姆所属的省级选区为阿尔芒蒂耶尔县。

## 人口

1962-2008年间卡潘盖姆人口变化图示

卡潘盖姆于2022年1月1日时的人口数量为2601人。